# Тамбраув
Тамбраув — округ в индонезийской провинции Юго-Западное Папуа. Административный центр округа — деревня Феф.

## География
Округ расположен на полуострове Чендравасих, в его северной части. На севере омывается водами Тихого океана, на юге граничит с округом Южный Соронг, на востоке — с округом Соронг, на западе — с округом Маноквари.
Площадь округа составляет 11529 км². Тамбраув был создан в 2008 году и с тех пор претерпел несколько административных и территориальных изменений.
Из примечательных географических объектов можно отметить гору Квока, остров Су, реки Варсвай и Вовей.

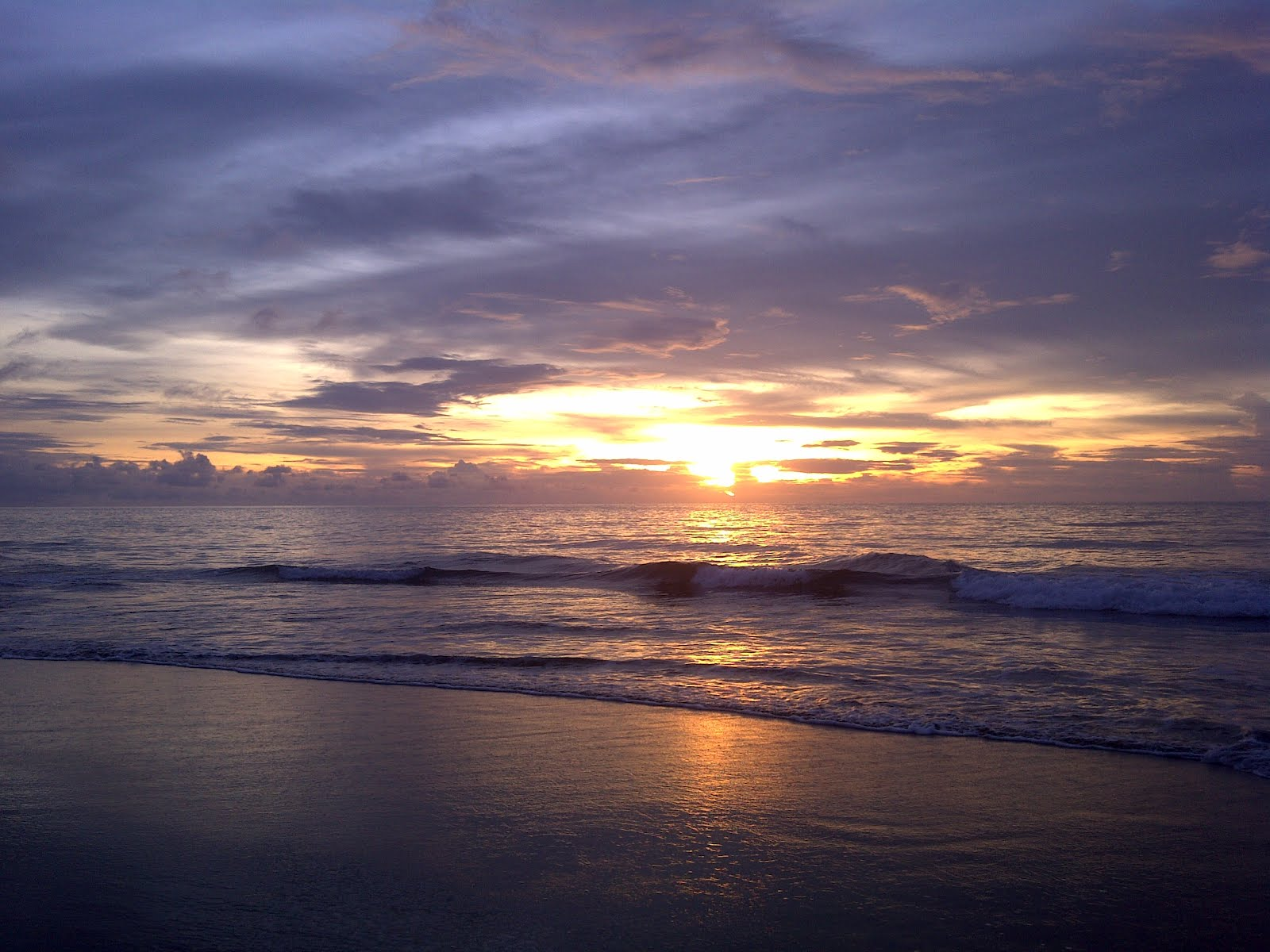
На берегу Тихого океана.

## Население
Численность населения на 2017 год составила 28 978 чел.
В состав округа входят следующие административные единицы (кечаматаны) в количестве 29 штук:
1. Абун[индон.]
2. Амбербакен[индон.]
3. Феф[англ.]
4. Западный Амбербакен[индон.]
5. Сюджак[индон.]
6. Кебар[индон.]
7. Квоор[индон.]
8. Миях[индон.]
9. Мораид[индон.]
10. Мубрани[индон.]
11. Саусапор[индон.]
12. Сенопи[индон.]
13. Йембун[индон.]
14. Южный Миях
15. Асес
16. Иререс
17. Вильхем Румбуц[индон.]
18. Бамусбама[индон.]
19. Бикар[индон.]
20. Селемкай
21. Южный Кебар
22. Манекар
23. Восточный Кебар
24. Мпур
25. Мавабуан
26. Каси
27. Тингоув[индон.]
28. Тобоув[индон.]
29. Квесефо[индон.]

Всего на территории округа расположено 216 населённых пунктов.